# Городищи (Кашинский район)
Городищи — деревня в Кашинском городском округе Тверской области.

## География
Деревня находится на левом берегу Волги в 24 км на юго-восток от города Кашина.

## История
Село Городище упоминается в жалованной грамоте великого князя Ивана Васильевича 1544 года в вотчине Троицкого Калязинского монастыря. В писцовой книге 1628-1629 годов г. Кашина в селе имелась деревянная церковь во имя Иоанна Милостивого. В клировой ведомости 1796 года в селе отмечена Церковь Богоявленская с приделом Иоанна Милостивого, каменная, построенная в 1794 году.
В 1896 году в селе была построена каменная Богоявленская церковь с 3 престолами, метрические книги с 1780 года (утрачена в 1939 году).
В конце XIX — начале XX века село входило в состав Фроловской волости Калязинского уезда Тверской губернии. 
С 1929 года деревня входила в состав Фалевского сельсовета Кашинского района Кимрского округа Московской области, с 1935 года — в составе Калининской области, с 1994 года — в составе Фалевского сельского округа, с 2005 года — в составе Карабузинского сельского поселения, с 2018 года — в составе Кашинского городского округа.

## Население
| 1859 | 2002 | 2010 |
| ---- | ---- | ---- |
| 19   | ↘0   | ↗5   |